# Praia do Pontal
Praia do Pontal is een strand in het noordwesten van het eiland Santa Catarina. Het is gelegen in de gemeente Florianópolis in het zuiden van Brazilië.
Het dankt zijn naam aan zijn wigvorm. Het strand is het verlengde van het strand Praia da Daniela en wordt daarom ook wel Pontal da Daniela genoemd.
Vanaf het strand is de Hercilo Luz brug te zien.